# Otto Rank

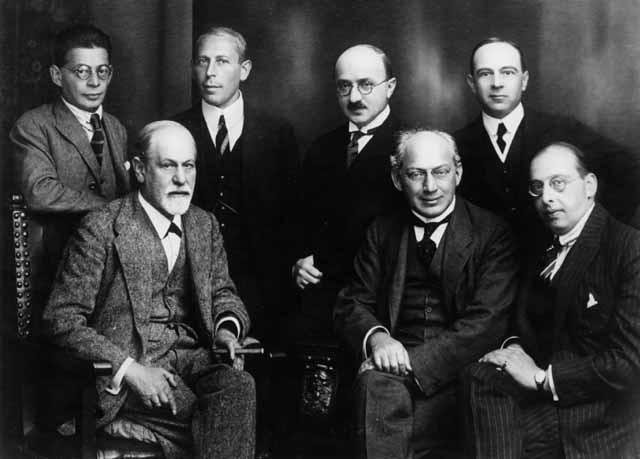
Otto Rank (stehend links) und weitere Psychoanalytiker (1922)

Otto Rank (* 22. April 1884 in Wien, Österreich-Ungarn als Otto Rosenfeld; † 31. Oktober 1939 in New York City) war ein österreichischer Psychoanalytiker.

## Leben
Otto Rank, Sohn des jüdischen Kunsthandwerkers Simon Rosenfeld, studierte 1908 Germanistik und klassische Philologie an der Universität Wien, wurde 1912 mit der Arbeit Die Lohengrinsage zum Dr. phil. promoviert und befasste sich mit vergleichender Kulturgeschichte und Mythologie. Er war einer der engsten Vertrauten Sigmund Freuds und Förderer der Psychoanalyse. Rank wurde Sekretär der Wiener Psychoanalytischen Vereinigung und war von 1912 bis 1924 Mitherausgeber der internationalen Zeitschrift Imago. Im Jahre 1919 gründete er in Wien den Internationalen Psychoanalytischen Verlag, den er bis 1924 leitete. Sein Hauptwerk Das Trauma der Geburt und seine Bedeutung für die Psychoanalyse (1924) führte zur Entfremdung von Freud.
Rank ging 1926 nach Paris und 1933 in die USA; er ließ sich 1936 als Psychotherapeut in New York nieder. Er war seit 1918 mit der Kinderanalytikerin Beata Minzer verheiratet, sie hatten eine Tochter. 1934 wurde die Ehe geschieden. In den 1930er-Jahren unterhielt er eine intensive Beziehung mit der Schriftstellerin Anaïs Nin, die sich auch in deren Tagebüchern niederschlug.
Rank begründete die Casework-Schule, die die Therapie zeitlich begrenzte. Ende Oktober 1939 starb Otto Rank im Alter von 55 Jahren in New York City.

## Werk
In seinem wohl bekanntesten Werk Das Trauma der Geburt von 1924 entwickelte Rank die Konzeption eines universellen, psychischen Geburtstraumas. Rank beschäftigte sich mit den psychischen Folgewirkungen der Geburt und ebenso mit Überlegungen zum pränatalen Erleben des Fötus. Er ging davon aus, dass jede Geburt zu einem überwältigenden Angsterlebnis des Fötus führe. Er vermutete, dass dieses Trauma der Auslöser für zahlreiche spätere Ängste u. a. die Angst vor dem weiblichen Genitale werden könne, und dass sich in Träumen, Symbolen, Mythen und Kunstwerken die Geburtsthematik nachweisen lasse. Einige Ängste führte Rank auf Erinnerungen an den Mutterleib zurück, etwa die Angst vor dem Allein-Sein in einem dunklen Raum. Er nahm weiter an, dass zumindest die späte pränatale Zeit in bestimmten Aspekten erinnert werden kann. Somit hatte Rank eine Pränatalpsychologie entwickelt, die er auf kulturelle Aspekte anwandte. Er verstand beispielsweise die christlichen Höllenvorstellungen als Folgewirkungen der „Intrauterin-Situation mit negativen Vorzeichen“.

### Zusammenarbeit und Bruch mit Freud
In der Frühzeit der Psychoanalyse gab es Auseinandersetzungen um die Bedeutung der Pränatalzeit und der psychischen Auswirkungen der Geburt. Freud hatte sich unsystematisch mit den Themen Geburt und Pränatalpsychologie auseinandergesetzt und wurde dabei von seinem Schüler Otto Rank beeinflusst. Freud selbst nahm an, dass die Geburt das erste Angsterlebnis im Leben sei und ging auch von einer pränatal bereits existierenden Psyche aus:
„Die Bedeutung der Phantasien und unbewussten Gedanken über das Leben im Mutterleibe habe ich erst spät würdigen gelernt. Sie enthalten sowohl die Aufklärung für die sonderbaren Ängste so vieler Menschen, lebendig begraben zu werden, als auch die tiefste unbewusste Begründung des Glaubens an ein Fortleben nach dem Tode, welches nur die Projektion in die Zukunft dieses unheimlichen Lebens vor der Geburt darstellt. Der Geburtsakt ist übrigens das erste Angsterlebnis und somit die Quelle und das Vorbild des Angstaffekts.“ In einem Brief vom 13. Oktober 1911 äußerte er sich gegenüber C. G. Jung zu prä- und perinatalpsychologischen Themen.
Rank überreichte Freud zu dessen 67. Geburtstag am 6. Mai 1923 das Manuskript zu seiner Arbeit „Das Trauma der Geburt und seine Bedeutung für die Psychoanalyse“. Zu dieser Zeit war Rank Mitglied des Geheimen Komitees, gebildet von seinen vertrautesten Mitarbeitern. In seinem Buch skizzierte Rank die Annahme, dass die Geburt zu einem überwältigenden Angsterlebnis des Babys führe, dass dadurch das weibliche Genital zum Ausgangspunkt für grundlegende Ängste werden könne und dass in Träumen, Symbolen, Mythen und Kunstwerken das Geburtsthema aufzufinden sei. Zunächst scheint Freud die Einsichten Ranks interessiert und vorsichtig positiv aufgenommen zu haben. Bezogen auf die Theoriebildung stellte das Buch Ranks für Freud die zentrale Rolle der Kastrationsangst in Frage und damit seine Auffassung von der Entwicklung des Über-Ichs und des Ödipus-Komplexes als Kernkomplex der Neurose.
Im Zuge dieser persönlichen und theoretischen Differenzen kam es Mitte der 1920er-Jahre zum Bruch zwischen Freud und Rank. In seiner Arbeit Hemmung, Symptom und Angst von 1926 schreibt Freud, dass die Geburt das „erste Angsterlebnis des Menschen“ ist, dies aber psychisch ohne relevante Folgen bleibe, denn „die Geburt wird subjektiv nicht als Trennung von der Mutter erlebt, da diese als Objekt dem durchaus narzisstischen Fötus völlig unbekannt ist.“ In der Folge gerieten innerhalb der Entwicklung der Psychoanalyse Annahmen zur fötalen Psyche und zur Geburt in den Hintergrund.

## Nachwirkung
Otto Rank spielte eine Rolle in der Begründung der humanistischen Psychologie. Er führte den „Willen“ des Menschen als integrierende Kraft einer ganzheitlichen Persönlichkeit ein. Die „Verbalisierung“ als Aussprechen von Gefühlen, als Weg zum „Bewusstwerden“ im erlebenden Verstehen (im Unterschied zum „Bewusstmachen“ im kognitiven Verstehen), als wesentlich für den therapeutischen Nutzen, prägte Rank 1929. Das Verbalisieren und das erlebende Verstehen griff C. Rogers in seiner Konzeption von Psychotherapie später auf, z. B. in seinen Konzepten des „aktiven Zuhörens“ und des „empathischen Verstehens“.
Der Sozialanthropologe Ernest Becker benennt Ranks Werk als wesentlichen Einfluss für sein Buch The Denial of Death.

## Werke (Auswahl)
- Der Künstler. Ansätze zu einer Sexual-Psychologie. Hugo Heller, Wien 1907; erweiterte 2. und 3. Auflage 1918.
- Der Mythos von der Geburt des Helden. Versuch einer psychologischen Mythendeutung. Deuticke, Leipzig 1909; 2., wesentlich erweiterte Auflage 1922; Nachdruck der 2. Auflage: Turia und Kant, Wien 2009, ISBN 978-3-85132-498-3.
- Die Lohengrinsage. Ein Beitrag zu ihrer Motivgestaltung und Deutung. Deuticke, Leipzig 1911.
- Das Inzest-Motiv in Dichtung und Sage. Grundzüge einer Psychologie des dichterischen Schaffens. Deuticke, Leipzig 1912.
- mit Hanns Sachs: Die Bedeutung der Psychoanalyse für die Geisteswissenschaften. Bergmann, Wiesbaden 1913.
- Psychoanalytische Beiträge zur Mythenforschung. Internationale Psychoanalytische Bibliothek, Leipzig 1919; 2., veränderte Auflage. Internationaler Psychoanalytischer Verlag, Leipzig 1924.
- Die Don Juan-Gestalt. Internationaler Psychoanalytischer Verlag, Leipzig 1924.
- Das Trauma der Geburt und seine Bedeutung für die Psychoanalyse. Internationaler Psychoanalytischer Verlag, Leipzig 1924; Nachdruck: Psychosozial, Gießen 2007, ISBN 978-3-89806-703-4.
- mit Sándor Ferenczi: Entwicklungsziele der Psychoanalyse. Zur Wechselbeziehung von Theorie und Praxis. Internationaler Psychoanalytischer Verlag, Leipzig 1924; Nachdruck: Turia und Kant, Wien 2009, ISBN 978-3-85132-493-8.
- Der Doppelgänger. Eine psychoanalytische Studie. (Imago, 1914) Internationaler Psychoanalytischer Verlag, Leipzig 1925; Nachdruck: Turia & Kant, Wien 1993, ISBN 3-85132-062-X. Im Internet Archive:  .
- Technik der Psychoanalyse. 3 Bände. Deuticke, Leipzig 1926–1931; Nachdruck: Psychosozial, Gießen 2006.
- Erziehung und Weltanschauung. Eine Kritik der psychologischen Erziehungs-Ideologie. Reinhardt, München 1933.
- Traum und Dichtung. Traum und Mythus. Zwei unbekannte Texte aus Sigmund Freuds „Traumdeutung“. Hrsg. von Lydia Marinelli. Turia + Kant, Wien 1995, ISBN 978-3-85132-070-1.
- A Psychology of Difference. The American Lectures. Princeton University Press, Princeton 1996, ISBN 0-691-04470-8.
- Kunst und Künstler. Studien zur Genese und Entwicklung des Schaffensdranges. Erstveröffentlichung des deutschen Urmanuskriptes von 1932. Gießen: Psychosozial-Verlag, 2000, ISBN 3-89806-023-3.